# Stolní tenis na Letních olympijských hrách 2008
Soutěže ve stolním tenise na Letních olympijských hrách 2008 se konaly ve dnech 13. až 23. srpna ve sportovní hale Pekingské university. Soutěží se zúčastnili sportovci z 56 zemí.
V soutěžích ve stolním tenise zcela dominovali reprezentanti Číny, kteří získali všechny zlaté medaile.

## Přehled medailí
| Pořadí | Země              | Zlato | Stříbro | Bronz | Celkově |
| ------ | ----------------- | ----- | ------- | ----- | ------- |
| 1.     | Čína (CHN)        | 4     | 2       | 2     | 8       |
| 2.     | Německo (GER)     | 0     | 1       | 0     | 1       |
| 2.     | Singapur (SIN)    | 0     | 1       | 0     | 1       |
| 3.     | Jižní Korea (KOR) | 0     | 0       | 2     | 2       |
| Celkem | Celkem            | 4     | 4       | 4     | 12      |

## Medailisté
| Soutěž        | Zlato                                           | Stříbro                                                         | Bronz                                                          |
| ------------- | ----------------------------------------------- | --------------------------------------------------------------- | -------------------------------------------------------------- |
| Dvouhra muži  | Čína (CHN) · Ma Lin                             | Čína (CHN) · Wang Chao                                          | Čína (CHN) · Wang Li-čchin                                     |
| Dvouhra žen   | Čína (CHN) · Čang I-ning                        | Čína (CHN) · Wang Nan                                           | Čína (CHN) · Kuo Jüe                                           |
| Družstva muži | Čína (CHN) · Ma Lin · Wang Chao · Wang Li-čchin | Německo (GER) · Christian Suss · Dimitrij Ovtcharov · Timo Boll | Jižní Korea (KOR) · Oh Sang Eun · Ju Sung-min · Yoon Jae Young |
| Družstva žen  | Čína (CHN) · Kuo Jüe · Wang Nan · Čang I-ning   | Singapur (SIN) · Feng Tianwei · Li Jiawew · Wang Yuegu          | Jižní Korea (KOR) · Dang Ye Seo · Kim Kyung Ah · Park Mi Young |